# Bolat Zhumadilov
Bolat Zhumadilov (en kazajo: Болат Жұмаділов; Taraz, URSS, 22 de abril de 1973) es un deportista kazajo que compitió en boxeo.
Participó en dos Juegos Olímpicos de Verano, obteniendo dos medallas de plata, en Atlanta 1996 y Sídney 2000, ambas en el peso mosca. Ganó tres medallas en el Campeonato Mundial de Boxeo Aficionado entre los años 1995 y 1999.

## Palmarés internacional
| Juegos Olímpicos   | Juegos Olímpicos         | Juegos Olímpicos  | Juegos Olímpicos |
| Año                | Lugar                    | Medalla           | Categoría        |
| ------------------ | ------------------------ | ----------------- | ---------------- |
| 1996               | Atlanta (Estados Unidos) | Medalla de plata  | 51 kg            |
| 2000               | Sídney (Australia)       | Medalla de plata  | 51 kg            |
| Campeonato Mundial |                          |                   |                  |
| Año                | Lugar                    | Medalla           | Categoría        |
| 1995               | Berlín (Alemania)        | Medalla de plata  | 51 kg            |
| 1997               | Budapest (Hungría)       | Medalla de bronce | 51 kg            |
| 1999               | Houston (Estados Unidos) | Medalla de oro    | 51 kg            |